# A.J. Lawson
Anthony Lawson jr., detto A.J. (Toronto, 15 luglio 2000), è un cestista canadese.

## Statistiche

### NCAA
| Anno      | Squadra        | PG | PT | MP   | TC%  | 3P%  | TL%  | RP  | AP  | PRP | SP  | PP   |
| --------- | -------------- | -- | -- | ---- | ---- | ---- | ---- | --- | --- | --- | --- | ---- |
| 2018-2019 | S.C. Gamecocks | 29 | 28 | 30,5 | 41,1 | 35,8 | 66,7 | 4,3 | 2,9 | 1,1 | 0,2 | 13,4 |
| 2019-2020 | S.C. Gamecocks | 31 | 31 | 29,1 | 41,4 | 33,9 | 72,4 | 3,7 | 1,9 | 1,2 | 0,1 | 13,4 |
| 2020-2021 | S.C. Gamecocks | 21 | 21 | 31,4 | 39,4 | 35,1 | 70,0 | 4,1 | 1,2 | 1,5 | 0,1 | 16,6 |
| Carriera  | Carriera       | 81 | 80 | 30,2 | 40,7 | 34,9 | 69,7 | 4,0 | 2,1 | 1,2 | 0,2 | 14,2 |

#### Massimi in carriera
- Massimo di punti: 30 vs Texas A&M (6 gennaio 2021)[1]
- Massimo di rimbalzi: 9 (3 volte)
- Massimo di assist: 8 vs Norfolk State (13 novembre 2018)
- Massimo di palle rubate: 5 vs Louisiana State (16 gennaio 2021)
- Massimo di stoppate: 2 (2 volte)
- Massimo di minuti giocati: 40 vs Louisiana State (16 gennaio 2021)

### NBA

#### Regular Season
| Anno      | Squadra            | PG | PT | MP   | TC%  | 3P%  | TL%  | RP  | AP  | PRP | SP  | PP  |
| --------- | ------------------ | -- | -- | ---- | ---- | ---- | ---- | --- | --- | --- | --- | --- |
| 2022-2023 | Minnesota T'wolves | 1  | 0  | 1,8  | 100  | -    | -    | 1,0 | 0,0 | 0,0 | 0,0 | 2,0 |
| 2022-2023 | Dallas Mavericks   | 14 | 0  | 7,6  | 48,8 | 40,0 | 25,0 | 1,4 | 0,1 | 0,1 | 0,0 | 3,9 |
| 2023-2024 | Dallas Mavericks   | 42 | 0  | 7,4  | 44,6 | 26,0 | 65,2 | 1,2 | 0,5 | 0,2 | 0,1 | 3,2 |
| 2024-2025 | Toronto Raptors    | 26 | 2  | 18,7 | 42,1 | 32,7 | 68,3 | 3,3 | 1,2 | 0,5 | 0,2 | 9,1 |
| Carriera  | Carriera           | 83 | 2  | 10,9 | 43,9 | 31,8 | 63,8 | 1,9 | 0,6 | 0,3 | 0,1 | 5,2 |

#### Playoffs
| Anno     | Squadra          | PG | PT | MP  | TC%  | 3P%  | TL%  | RP  | AP  | PRP | SP  | PP  |
| -------- | ---------------- | -- | -- | --- | ---- | ---- | ---- | --- | --- | --- | --- | --- |
| 2024     | Dallas Mavericks | 10 | 0  | 3,0 | 44,4 | 33,3 | 50,0 | 0,3 | 0,0 | 0,0 | 0,1 | 1,1 |
| Carriera | Carriera         | 10 | 0  | 3,0 | 44,4 | 33,3 | 50,0 | 0,3 | 0,0 | 0,0 | 0,1 | 1,1 |

#### Massimi in carriera
- Massimo di punti: 12 vs Chicago Bulls (7 aprile 2023)[2]
- Massimo di rimbalzi: 6 vs Chicago Bulls (7 aprile 2023)
- Massimo di assist: 1 (2 volte)
- Massimo di palle rubate: 1 (2 volte)
- Massimo di stoppate: -
- Massimo di minuti giocati: 23 vs San Antonio Spurs (9 aprile 2023)

### G League
| Anno      | Squadra          | PG  | PT | MP   | TC%  | 3P%  | TL%  | RP  | AP  | PRP | SP  | PP   |
| --------- | ---------------- | --- | -- | ---- | ---- | ---- | ---- | --- | --- | --- | --- | ---- |
| 2021-2022 | C.P. Skyhawks    | 46  | 29 | 29,9 | 46,4 | 33,7 | 60,9 | 6,2 | 1,5 | 1,2 | 0,4 | 10,6 |
| 2022-2023 | C.P. Skyhawks    | 9   | 9  | 32,7 | 58,2 | 36,6 | 61,3 | 6,3 | 2,1 | 1,2 | 0,1 | 21,2 |
| 2022-2023 | Iowa Wolves      | 4   | 4  | 35,4 | 42,4 | 28,1 | 50,0 | 6,5 | 2,5 | 2,3 | 0,5 | 17,0 |
| 2022-2023 | Texas Legends    | 9   | 7  | 29,7 | 47,9 | 32,8 | 80,0 | 8,8 | 1,9 | 1,7 | 0,7 | 20,1 |
| 2023-2024 | Texas Legends    | 7   | 7  | 33,7 | 53,0 | 29,4 | 87,0 | 7,0 | 1,9 | 0,6 | 0,3 | 20,7 |
| 2024-2025 | Long Island Nets | 11  | 11 | 35,1 | 43,8 | 32,2 | 82,9 | 6,6 | 2,5 | 1,2 | 0,3 | 24,0 |
| 2024-2025 | Raptors 905      | 26  | 24 | 32,3 | 44,1 | 38,2 | 67,5 | 4,7 | 2,4 | 1,3 | 0,2 | 19,6 |
| Carriera  | Carriera         | 112 | 91 | 31,6 | 46,9 | 34,3 | 69,5 | 6,2 | 2,0 | 1,3 | 0,4 | 16,5 |